# 警視庁ラグビー部
警視庁ラグビー部（けいしちょうラグビーぶ、英: Metropolitan Police Department Rugby Football Team）は、2025年現在、トップイーストリーグCグループに所属する警視庁のラグビーユニオンチーム。

## 概要
- 明治大学の監督を長く務めた北島忠治が、創設したといわれている[1]。
- 公式戦は、東京都東大和市にある警視庁グラウンド[2]で行われている。
- 1966年に関東社会人リーグ1部に昇格、初優勝を果たした。
- 1969年は安保闘争に備えた特別勤務態勢のため、リーグ戦は不戦敗（0勝4敗）となった。
- 1972年から1975年にかけて4年連続で関東社会人リーグ1部の優勝決定戦に進出したが、すべて敗れて準優勝に終わった。
- 1966年の初昇格以降、関東社会人リーグが社会人ラグビーリーグのトップカテゴリーであった1987年まで、22年連続で1部リーグに在籍した。
- 全国社会人大会には、1965年度から1976年度にかけて9回出場した。通算4勝、最高位はベスト8。

## 歴史
- 1962年 - 創部
- 1965年 - 全国社会人大会に初出場
- 1966年 - 関東社会人リーグ1部に昇格、秋季リーグ[注 1]優勝
- 1969年 - 安保闘争に備えた特別勤務態勢のためリーグ戦を辞退
- 1972-1975年 - 4年連続で関東社会人リーグ準優勝

## タイトル
最上位リーグ
- 関東社会人リーグ・春季リーグ[注 1]　優勝：1回（1966[注 2]）

7人制大会
- YC&AC JAPAN SEVENS　優勝：1回（1977）

## 成績

### 全国社会人大会戦績
| 回 | 年度 | 地区 | 成績      | 試 | 勝 | 分 | 敗 | 得 | 失 | 差  | 備考 |
| -- | ---- | ---- | --------- | -- | -- | -- | -- | -- | -- | --- | ---- |
| 18 | 1965 | 東京 | 1回戦敗退 | 1  | 0  | 0  | 1  | 0  | 8  | -8  |      |
| 21 | 1968 | 東京 | ベスト8   | 2  | 1  | 0  | 1  | 68 | 32 | 36  |      |
| 22 | 1969 | 東京 | 1回戦敗退 | 1  | 0  | 0  | 1  | 14 | 19 | -5  |      |
| 23 | 1970 | 東京 | 1回戦敗退 | 1  | 0  | 0  | 1  | 3  | 11 | -8  |      |
| 24 | 1971 | 東京 | 1回戦敗退 | 1  | 0  | 0  | 1  | 7  | 16 | -9  |      |
| 25 | 1972 | 東京 | 1回戦敗退 | 1  | 0  | 0  | 1  | 7  | 24 | -17 |      |
| 26 | 1973 | 東京 | ベスト8   | 2  | 1  | 0  | 1  | 24 | 25 | -1  |      |
| 27 | 1974 | 東京 | ベスト8   | 2  | 1  | 0  | 1  | 41 | 27 | 14  |      |
| 29 | 1976 | 東京 | ベスト8   | 2  | 1  | 0  | 1  | 60 | 32 | 28  |      |

### リーグ戦戦績

#### トップリーグ創設以前
- 1998-1999 関東社会人リーグ1部 Bグループ 8位（7敗）
- 1999-2000 関東社会人リーグ1部 Bグループ 4位（3勝4敗）
- 2000-2001 関東社会人リーグ1部 Bグループ 7位（1勝6敗）
- 2001-2002 関東社会人リーグ1部 Aグループ 7位（1勝5敗1分）
- 2002-2003 関東社会人リーグ1部 Aグループ 8位（1勝6敗）

#### トップリーグ創設以降
- 2003-2004 関東社会人リーグ1部 7位（4勝4敗1分）
- 2004-2005 関東社会人リーグ1部 8位（2勝7敗）
- 2005-2006 関東社会人リーグ1部 9位（1勝8敗）
- 2006-2007 関東社会人リーグ1部 10位（1勝8敗1分）、関東社会人リーグ2部降格
- 2007-2008 関東社会人リーグ2部 Cブロック 2位（6勝1敗）
- 2008-2009 関東社会人リーグ2部 Aブロック 優勝（7勝）
- 2009-2010 関東社会人リーグ2部 Cブロック 優勝（6勝1敗）、関東社会人リーグ1部昇格
- 2010-2011 関東社会人リーグ1部 11位（10敗）
- 2011-2012 関東社会人リーグ1部 7位（1勝6敗）
- 2012-2013 関東社会人リーグ1部 6位（3勝4敗）
- 2013-2014 関東社会人リーグ1部 5位（3勝4敗）
- 2014-2015 関東社会人リーグ1部 4位（4勝3敗）
- 2015-2016 関東社会人リーグ1部 7位（2勝4敗1分）
- 2016-2017 関東社会人リーグ1部 5位（3勝4敗）
- 2017-2018 関東社会人リーグ1部 4位（4勝2敗1分）
- 2018-2019 関東社会人リーグ1部 2位（5勝2敗）
- 2019-2020 関東社会人リーグ1部 2位（5勝2敗）、順位決定戦：3位、関東社会人リーグ1部残留
- 2020-2021 リーグ戦中止
- 2021-2022 関東社会人リーグ1部 3位（2勝2敗）
- 2022-2023 関東社会人リーグ1部 2位（7勝1敗）、入替戦：不戦敗、関東社会人リーグ1部残留
- 2023-2024 関東社会人リーグ1部 2位（7勝1敗）、入替戦：敗戦、トップイーストリーグCグループ昇格[注 3]
- 2024-2025 トップイーストリーグCグループ 6位（2勝5敗）